# Đô thị tại Hậu Giang
Đô thị tại Hậu Giang là những: thành phố, thị xã, thị trấn và các trung tâm các xã được cơ quan nhà nước có thẩm quyền ra quyết định công nhận.

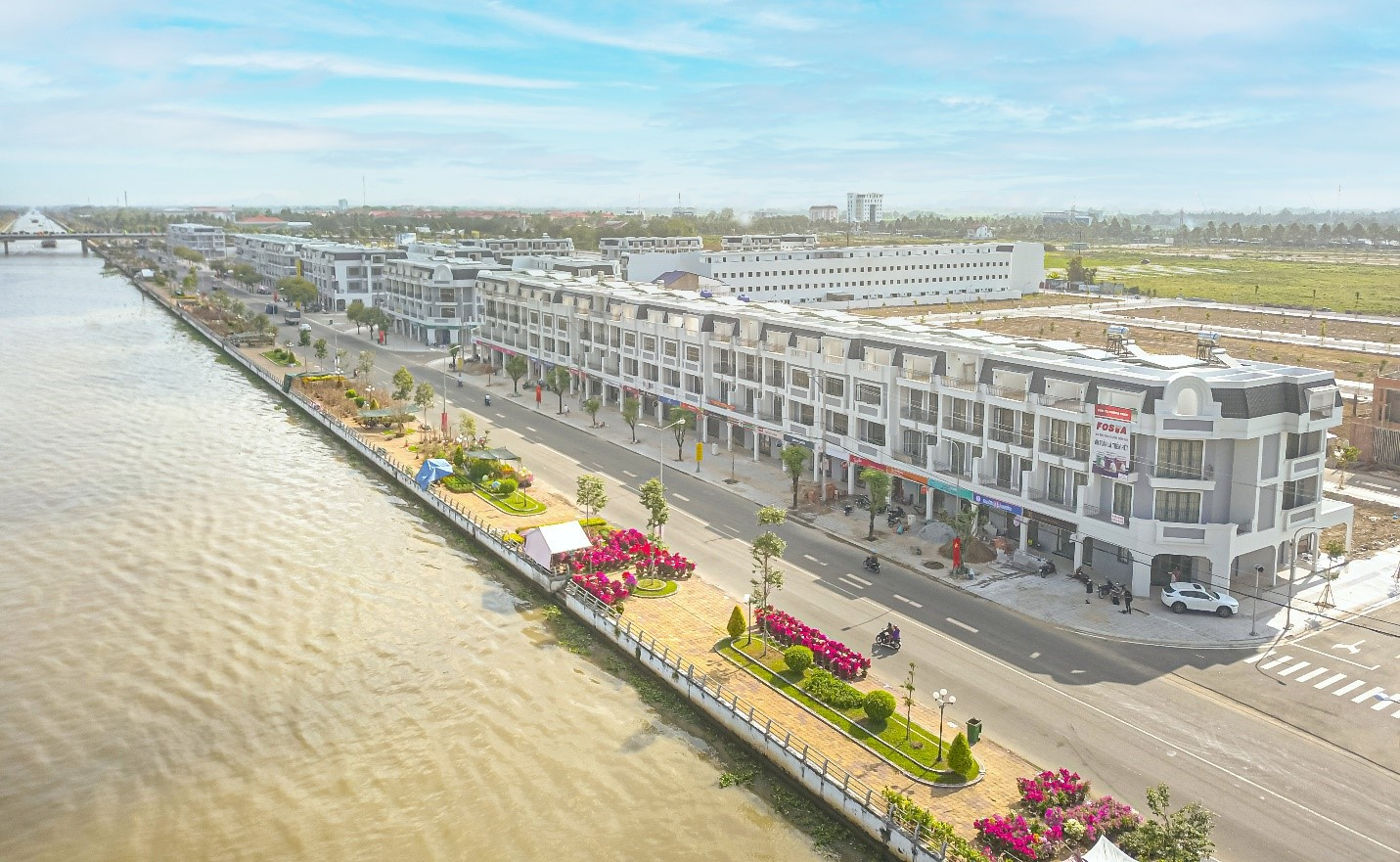

Hiện tại tỉnh Hậu Giang có ba loại đô thị: loại II, loại III và loại V. Trong đó có đô thị, gồm: 1 đô thị loại II, 2 đô thị loại III, 15 đô thị loại V.

## Lịch sử

### Thành phố Vị Thanh
Ngày 9 tháng 3 năm 1961, chính quyền Mặt trận Dân tộc Giải phóng miền Nam Việt Nam quyết định thành lập thị trấn Vị Thanh bao gồm khu vực chợ Cái Nhum và các ấp xung quanh, bên cạnh xã Vị Thanh.
Sau khi Ủy ban Quân quản thị xã Vị Thanh tiếp quản toàn bộ tỉnh lỵ Chương Thiện của chính quyền Việt Nam cộng hòa, thiết lập bộ máy hành chính tại 11 ấp, trên cơ sở 9 ấp của xã Vị Thanh cũ.
Tháng 6 năm 1966, chính quyền Mặt trận Dân tộc Giải phóng miền Nam Việt Nam tách thị trấn Vị Thanh và một số ấp của xã Vị Thanh ra khỏi huyện Long Mỹ để thành lập thị xã Vị Thanh trực thuộc tỉnh Cần Thơ. Thị xã Vị Thanh có 11 ấp, gồm 8 ấp vùng ven và 3 ấp nội ô. Chính quyền Cách mạng chia địa bàn thị xã ra làm 4 khu vực (gồm 3 khu vực ven và 1 khu vực nội ô) gồm:
- Khu vực 1 (vùng 1) có 2 ấp: Vị Hưng, Vị Nghĩa (tương đương một phần phường IV và một phần xã Vị Đông thuộc huyện Vị Thủy hiện nay)
- Khu vực 2 (vùng 2) có 3 ấp: Nàng Chăn, Vị An A, Vị An B (tương đương xã Vị Tân hiện nay)
- Khu vực 3 (vùng 3) có 3 ấp: Vị Long, Vị Hòa, Vị Đức (tương đương phường III và phường V hiện nay)
- Khu vực nội ô có 3 ấp: Vị Thành, Vị Thiện, Vị Tín (tương đương phường I và một phần phường IV hiện nay).

Sau ngày 30 tháng 4 năm 1975, chính quyền quân quản Cộng hòa miền Nam Việt Nam thì lúc bấy giờ vẫn đặt thị xã Vị Thanh trực thuộc tỉnh Cần Thơ cũ.
Tháng 10 năm 1975, trên cơ sở 11 ấp, chính quyền thị xã Vị Thanh thành lập 2 phường và 3 vùng (như thời chiến), bao gồm:
- Thành lập phường Tân Thành trên cơ sở ấp Vị Thanh
- Thành lập phường Thiện Tín trên cơ sở gồm 2 ấp: Vị Thiện, Vị Tín
- Thành lập Vùng I trên cơ sở gồm 2 ấp: Vị Hưng, Vị Nghĩa
- Thành lập Vùng II trên cơ sở gồm 3 ấp: Nàng Chăn, Vị An A, Vị An B
- Thành lập Vùng III trên cơ sở gồm 3 ấp: Vị Long, Vị Hòa, Vị Đức.

Ngày 24 tháng 2 năm 1976, Chính phủ ban hành Nghị định số 03/NĐ-76 và Quyết định số 17/QĐ-76 ngày 24 tháng 3 năm 1976, Chính phủ Việt Nam quyết định hợp nhất ba tỉnh Sóc Trăng, tỉnh Cần Thơ và thành phố Cần Thơ để thành lập tỉnh mới Hậu Giang. Theo đó, thị xã Vị Thanh thuộc tỉnh Hậu Giang.
Đến tháng 6 năm 1976, các vùng I, II, III đổi thành các phường I, II, III.
Ngày 15 tháng 12 năm 1977, Hội đồng Chính phủ ban hành Quyết định số 330-CP về việc:
- Sáp nhập thị xã Vị Thanh vào huyện Long Mỹ.
- Thị xã Vị Thanh chuyển xuống thành thị trấn Vị Thanh thuộc huyện Long Mỹ.

Ngày 23 tháng 10 năm 1978, Hội đồng Chính phủ ban hành Quyết định số 273-CP về việc:
- Thành lập xã mới Vị Tân trên cơ sở tách đất từ thị trấn Vị Thanh.
- Địa giới của thị trấn Vị Thanh:
  - Phía đông giáp xã Vị Thủy
  - Phía tây và phía bắc giáp xã Vị Tân
  - Phía nam giáp xã Vĩnh Thuận Đông.

Ngày 26 tháng 10 năm 1981, Hội đồng Bộ trưởng ban hành Quyết định số 119-HĐBT về việc chuyển thị trấn Vị Thanh thuộc huyện Long Mỹ cũ về huyện Mỹ Thanh mới thành lập quản lý.
Ngày 6 tháng 4 năm 1982, Hội đồng Bộ trưởng ban hành Quyết định số 64-HĐBT về việc đổi tên huyện Mỹ Thanh thành huyện Vị Thanh thuộc tỉnh Hậu Giang. Thị trấn Vị Thanh thuộc huyện Vị Thanh.
Ngày 26 tháng 12 năm 1991, Quốc hội Việt Nam ban hành Nghị quyết chia tỉnh Hậu Giang thành tỉnh Cần Thơ và tỉnh Sóc Trăng. Thị trấn Vị Thanh, huyện Vị Thanh thuộc tỉnh Cần Thơ.
Ngày 1 tháng 7 năm 1999, Chính phủ Việt Nam ra Nghị định số 45/1999/NĐ-CP về việc:
1. Thành lập thị xã Vị Thanh trên cơ sở toàn bộ diện tích và dân số của thị trấn Vị Thanh, xã Vị Tân, xã Hỏa Lựu, xã Hỏa Tiến, 438 ha diện tích tự nhiên và 6.326 nhân khẩu của xã Vị Đông, huyện Vị Thanh cũ.
2. Thành lập các phường thuộc thị xã Vị Thanh trên cơ sở thị trấn Vị Thanh (cũ), 438 ha diện tích tự nhiên và 6.326 nhân khẩu của xã Vị Đông.
3. Thành lập Phường I trên cơ sở 102,63 ha diện tích tự nhiên và 6.402 nhân khẩu của thị trấn Vị Thanh cũ.
4. Thành lập Phường III trên cơ sở 1.270,36 ha diện tích tự nhiên và 7.109 nhân khẩu của thị trấn Vị Thanh cũ.
5. Thành lập Phường IV trên cơ sở 562,32 ha diện tích tự nhiên và 11.272 nhân khẩu (trong đó có 352,32 ha diện tích tự nhiên với 7.518 nhân khẩu của thị trấn Vị Thanh cũ và 210 ha diện tích tự nhiên với 3.754 nhân khẩu của xã Vị Đông).
6. Thành lập phường V trên cơ sở 803,38 ha diện tích tự nhiên và 7.497 nhân khẩu (trong đó có 575,38 ha diện tích tự nhiên với 4.955 nhân khẩu của thị trấn Vị Thanh cũ và 228 ha diện tích tự nhiên với 2.572 nhân khẩu của xã Vị Đông).
7. Thị xã Vị Thanh có 11.582,15 ha diện tích tự nhiên và 70.456 nhân khẩu, có 7 đơn vị hành chính trực thuộc gồm 4 phường: I, III, IV, V và 3 xã: Vị Tân, Hoả Lựu, Hỏa Tiến.
8. Địa giới hành chính thị xã Vị Thanh:

- Phía đông giáp huyện Vị Thủy
- Phía tây giáp huyện Gò Quao, tỉnh Kiên Giang
- Phía nam giáp huyện Long Mỹ
- Phía bắc giáp huyện Vị Thủy và huyện Giồng Riềng, tỉnh Kiên Giang.

Ngày 12 tháng 5 năm 2003, Chính phủ ban hành Nghị định số 48/2003/NĐ-CP về việc thành lập Phường VII thuộc trên cơ sở 616 ha diện tích tự nhiên và 6.625 nhân khẩu của xã Hỏa Lựu.
Ngày 26 tháng 11 năm 2003, Quốc hội Việt Nam ban hành Nghị quyết số 22/2003/QH11 về việc chia tỉnh Cần Thơ thành thành phố Cần Thơ trực thuộc trung ương và tỉnh Hậu Giang. Thị xã Vị Thanh thuộc tỉnh Hậu Giang và là tỉnh lỵ của tỉnh Hậu Giang.
Ngày 27 tháng 10 năm 2006, Chính phủ ban hành Nghị định số 124/2006/NĐ-CP về việc thành lập xã Tân Tiến trên cơ sở điều chỉnh 2.202,12 ha diện tích tự nhiên và 7.089 nhân khẩu của xã Hỏa Tiến.
Sau khi điều chỉnh, thị xã Vị Thanh có 11.879,99 ha diện tích tự nhiên và 69.785 nhân khẩu, có 9 đơn vị hành chính trực thuộc gồm 5 phường: I, III, IV, V, VII và 4 xã: Vị Tân, Hỏa Lựu, Tân Tiến, Hỏa Tiến.
Ngày 15 tháng 12 năm 2009, thị xã Vị Thanh được công nhận đô thị loại III.
Ngày 23 tháng 9 năm 2010, Chính phủ ban hành Nghị quyết số 34/NQ-CP về việc thành lập thành phố Vị Thanh thuộc tỉnh Hậu Giang trên cơ sở toàn bộ diện tích tự nhiên, dân số và các đơn vị hành chính trực thuộc của thị xã Vị Thanh.
Thành phố Vị thanh có diện tích tự nhiên 11.867,74 ha và 97.222 nhân khẩu, 09 đơn vị hành chính cấp xã, gồm các phường: I, III, IV, V, VII và các xã: Vị Tân, Hỏa Lựu, Tân Tiến, Hỏa Tiến.
Địa giới hành chính thành phố Vị Thanh:
- Phía đông giáp huyện Vị Thủy
- Phía tây giáp huyện Gò Quao, tỉnh Kiên Giang
- Phía nam giáo huyện Long Mỹ, tỉnh Hậu Giang
- Phía bắc giáp huyện Vị Thủy, tỉnh Hậu Giang và huyện Giồng Riềng, tỉnh Kiên Giang.

Ngày 19 tháng 12 năm 2019, Thủ tướng Chính phủ ban hành Quyết định số 1845/QĐ-TTg về việc công nhận thành phố Vị Thanh mở rộng đạt tiêu chí đô thị loại II trực thuộc tỉnh Hậu Giang.

### Thành phố Ngã Bảy
Từ thời Pháp thuộc cho đến năm 1975, làng Phụng Hiệp và sau năm 1956 là xã Phụng Hiệp liên tục giữ vai trò là quận lỵ quận Phụng Hiệp, tỉnh Cần Thơ.
Sau năm 1975, quận Phụng Hiệp đổi thành huyện Phụng Hiệp, đồng thời tách đất xã Phụng Hiệp để thành lập thị trấn Phụng Hiệp và xã Đại Thành, về sau lại tách đất xã Đại Thành để thành lập xã Tân Thành. Từ đó, thị trấn Phụng Hiệp tiếp tục giữ vai trò là huyện lỵ huyện Phụng Hiệp, tỉnh Cần Thơ (đến năm 2004 thuộc tỉnh Hậu Giang).
Ngày 26 tháng 7 năm 2005, Chính phủ ban hành Nghị định 98/2005/NĐ-CP về việc:
1. Thành lập thị xã Tân Hiệp trên cơ sở toàn bộ diện tích tự nhiên và dân số của thị trấn Phụng Hiệp, xã Đại Thành, xã Tân Thành, 1.932,76 ha diện tích tự nhiên và 11.482 nhân khẩu của xã Phụng Hiệp, 220 ha diện tích tự nhiên và 1.170 nhân khẩu của xã Tân Phước Hưng thuộc huyện Phụng Hiệp.
2. Thành lập phường Ngã Bảy trên cơ sở 472,95 ha diện tích tự nhiên và 13.564 nhân khẩu (trong đó có 217,61 ha diện tích tự nhiên và 8.964 nhân khẩu của thị trấn Phụng Hiệp, 78,65 ha diện tích tự nhiên và 1.500 nhân khẩu của xã Phụng Hiệp, 176,69 ha diện tích tự nhiên và 3.100 nhân khẩu của xã Đại Thành).
3. Thành lập phường Lái Hiếu trên cơ sở 816,37 ha diện tích tự nhiên và 9.826 nhân khẩu (trong đó có 357,99 ha diện tích tự nhiên và 7.160 nhân khẩu của thị trấn Phụng Hiệp, 338,38 ha diện tích tự nhiên và 1.996 nhân khẩu của xã Phụng Hiệp, 120 ha diện tích tự nhiên và 670 nhân khẩu của xã Tân Phước Hưng).
4. Thành lập phường Hiệp Thành trên cơ sở 1.225,18 ha diện tích tự nhiên và 11.049 nhân khẩu (trong đó có 828,57 ha diện tích tự nhiên và 8.632 nhân khẩu của thị trấn Phụng Hiệp, 296,61 ha diện tích tự nhiên và 1.917 nhân khẩu của xã Đại Thành, 100 ha diện tích tự nhiên và 500 nhân khẩu của xã Tân Phước Hưng).
5. Thành lập xã Hiệp Lợi trên cơ sở 1.515,73 ha diện tích tự nhiên và 7.986 nhân khẩu của xã Phụng Hiệp.
6. Thị xã Tân Hiệp có 7.894,93 ha diện tích tự nhiên với 61.024 nhân khẩu và có 6 đơn vị hành chính trực thuộc, bao gồm 3 phường: Ngã Bảy, Lái Hiếu, Hiệp Thành và 3 xã: Hiệp Lợi, Đại Thành, Tân Thành.
7. Địa giới hành chính thị xã Tân Hiệp:

- Phía đông giáp tỉnh Sóc Trăng
- Phía tây và phía nam giáp huyện Phụng Hiệp
- Phía bắc giáp huyện Châu Thành.

Ngày 27 tháng 10 năm 2006, Chính phủ ban hành Nghị định số 124/2006/NĐ-CP về việc đổi tên thị xã Tân Hiệp thành thị xã Ngã Bảy, tỉnh Hậu Giang.
Ngày 30 tháng 12 năm 2015, Bộ Xây dựng ban hành quyết định số 1589/QĐ-BXD công nhận thị xã Ngã Bảy là đô thị loại III trực thuộc tỉnh Hậu Giang.
Ngày 10 tháng 1 năm 2020, Ủy ban Thường vụ Quốc hội ban hành Nghị quyết số 869/NQ-UBTVQH14 về việc:
1. Thành lập phường Hiệp Lợi thuộc thị xã Ngã Bảy trên cơ sở toàn bộ 14,05 km² diện tích tự nhiên và 9.435 người của xã Hiệp Lợi.
2. Thành lập thành phố Ngã Bảy thuộc tỉnh Hậu Giang trên cơ sở toàn bộ 78,07 km² diện tích tự nhiên và 101.192 người của thị xã Ngã Bảy.
3. Thành phố Ngã Bảy có 6 đơn vị hành chính cấp xã, bao gồm 4 phường: Hiệp Lợi, Hiệp Thành, Lái Hiếu, Ngã Bảy và 2 xã: Đại Thành, Tân Thành.
4. Địa giới hành chính thành phố Ngã Bảy:

- Phía đông giáp tỉnh Sóc Trăng
- Phía tây và phía nam giáp huyện Phụng Hiệp
- Phía bắc giáp huyện Châu Thành.

### Thị xã Long Mỹ
Ngày 28 tháng 12 năm 2010, Bộ Xây dựng ban hành Quyết định số 1139/QĐ-BXD về việc công nhận thị trấn Long Mỹ là đô thị loại IV.
Ngày 15 tháng 5 năm 2015, Ủy ban Thường vụ Quốc hội ban hành Nghị quyết số 933/NQ-UBTVQH13. Theo đó:
- Thành lập thị xã Long Mỹ trên cơ sở tách 2 thị trấn: Long Mỹ, Trà Lồng và 5 xã: Long Bình, Long Phú, Long Trị, Long Trị A, Tân Phú thuộc huyện Long Mỹ
- Thành lập phường Bình Thạnh trên cơ sở một phần diện tích, dân số của thị trấn Long Mỹ và một phần diện tích, dân số của xã Long Bình
- Thành lập phường Thuận An trên cơ sở toàn bộ diện tích, dân số còn lại của thị trấn Long Mỹ
- Thành lập phường Trà Lồng trên cơ sở toàn bộ diện tích, dân số của thị trấn Trà Lồng và một phần diện tích, dân số của xã Tân Phú
- Thành lập phường Vĩnh Tường trên cơ sở một phần diện tích, dân số của xã Long Bình.

Thị xã Long Mỹ có 14.448,65 ha diện tích tự nhiên và 72.957 người với 9 đơn vị hành chính trực thuộc, bao gồm 4 phường và 5 xã.
Ngày 3 tháng 12 năm 2019, Bộ Xây dựng ban hành Quyết định số 1012/QĐ-BXD về việc công nhận thị xã Long Mỹ là đô thị loại III.

### Huyện Châu Thành
Ngày 10 tháng 1 năm 2020, Ủy ban Thường vụ Quốc hội ban hành Nghị quyết số 869/NQ-UBTVQH14 về việc điều chỉnh 3,69 km² diện tích tự nhiên và 1.030 người của xã Phú An vào thị trấn Ngã Sáu.
Sau khi điều chỉnh, thị trấn Ngã Sáu có 14,23 km² diện tích tự nhiên và quy mô dân số 9.189 người.
Ngày 16 tháng 6 năm 2023, UBND tỉnh Hậu Giang ban hành Quyết định số 1001/QĐ-UBND về việc công nhận đô thị Đông Phú là đô thị loại V.

### Huyện Châu Thành A
Ngày 12 tháng 5 năm 2003, Chính phủ ban hành Nghị định số 48/2003/NĐ-CP về việc thành lập thị trấn Một Ngàn (thị trấn huyện lỵ huyện Châu Thành A) trên cơ sở điều chỉnh 433 ha diện tích tự nhiên và 4.124 nhân khẩu của xã Tân Thuận, 297 ha diện tích tự nhiên và 2.632 nhân khẩu của xã Nhơn Nghĩa A.
Thị trấn Một Ngàn có 730 ha diện tích tự nhiên và 6.756 nhân khẩu.

### Huyện Long Mỹ
Ngày 9 tháng 3 năm 1961, chính quyền Mặt trận Dân tộc Giải phóng miền Nam Việt Nam quyết định thành lập thị trấn Vị Thanh thuộc huyện Long Mỹ trên cơ sở bao gồm khu vực chợ Cái Nhum và các ấp xung quanh, bên cạnh xã Vị Thanh.
Thị trấn Long Mỹ được thành lập do tách một phần nhỏ đất đai từ các xã Long Trị, Long Bình và Thuận Hưng, huyện Long Mỹ, tỉnh Cần Thơ.
Ngày 21 tháng 4 năm 1979, Hội đồng Chính phủ ban hành Quyết định số 174-CP về việc sáp nhập ấp 8 của xã Thuận Hưng và ấp 9 của xã Long Trị cũ vào thị trấn Long Mỹ.
Ngày 26 tháng 10 năm 1981, Hội đồng Bộ trưởng ban hành Quyết định số 119-HĐBT về việc chuyển thị trấn Long Mỹ thuộc huyện Long Mỹ cũ về huyện Long Mỹ mới quản lý.
Ngày 27 tháng 10 năm 2006, Chính phủ ban hành Nghị định số 124/2006/NĐ-CP về việc thành lập thị trấn Trà Lồng trên cơ sở điều chỉnh 713,56 ha diện tích tự nhiên và 4.571 nhân khẩu của xã Long Phú.
Ngày 28 tháng 12 năm 2010, Bộ Xây dựng ban hành Quyết định số 1139/QĐ-BXD về việc công nhận thị trấn Long Mỹ là đô thị loại IV.
Ngày 27 tháng 9 năm 2013, UBND tỉnh Hậu Giang ban hành Quyết định số 1584/QĐ-UBND về việc công nhận trung tâm xã Vĩnh Viễn đạt tiêu chuẩn đô thị loại V.
Ngày 19 tháng 12 năm 2017, UBND tỉnh ban hành Quyết định số 2402/QĐ-UBND về việc công nhận đô thị Vĩnh Viễn là đô thị loại V.
Ngày 29 tháng 1 năm 2019, UBND tỉnh Hậu Giang ban hành Quyết định số 196/QĐ-UBND về việc công nhận đô thị Xà Phiên đạt tiêu chuẩn đô thị loại V.
Ngày 12 tháng 3 năm 2019, Ủy ban Thường vụ Quốc hội ban hành Nghị quyết số 655/NQ-UBTVQH14 về việc thành lập thị trấn Vĩnh Viễn (thị trấn huyện lỵ huyện Long Mỹ) trên cơ sở toàn bộ 40,72 km2 diện tích tự nhiên và dân số 11.142 người của xã Vĩnh Viễn (nghị quyết có hiệu lực từ ngày 1 tháng 5 năm 2019).

### Huyện Phụng Hiệp
Từ thời Pháp thuộc cho đến năm 1975, làng Phụng Hiệp và sau năm 1956 là xã Phụng Hiệp liên tục giữ vai trò là quận lỵ quận Phụng Hiệp, tỉnh Cần Thơ.
Sau năm 1975, quận Phụng Hiệp đổi thành huyện Phụng Hiệp, đồng thời tách đất xã Phụng Hiệp để thành lập thị trấn Phụng Hiệp và xã Đại Thành, về sau lại tách đất xã Đại Thành để thành lập xã Tân Thành. Từ đó, thị trấn Phụng Hiệp tiếp tục giữ vai trò là huyện lỵ huyện Phụng Hiệp, tỉnh Cần Thơ (đến năm 2004 thuộc tỉnh Hậu Giang).
Ngày 24 tháng 8 năm 1999, Chính phủ ban hành Nghị định số 80/1999/NĐ-CP về việc thành lập các xã thuộc các huyện Thốt Nốt và Phụng Hiệp, tỉnh Cần Thơ. Theo đó, thành lập xã Tân Long trên cơ sở 2.172 ha diện tích tự nhiên và 15.799 nhân khẩu của xã Long Thạnh.
Ngày 4 tháng 8 năm 2000, Chính phủ Việt Nam ban hành Nghị định số 28/2000/NĐ-CP về việc thành lập thị trấn thuộc các huyện Thốt Nốt, Ô Môn và Phụng Hiệp, tỉnh Cần Thơ. Theo đó: 
- Thành lập thị trấn Cây Dương trên cơ sở 1.512 ha diện tích tự nhiên và 7.981 nhân khẩu của xã Hiệp Hưng
- Thành lập thị trấn Kinh Cùng trên cơ sở 1.300 ha diện tích tự nhiên và 10.288 nhân khẩu của xã Hoà An.

Ngày 26 tháng 7 năm 2005, Chính phủ ban hành Nghị định 98/2005/NĐ-CP về việc thành lập thị xã Tân Hiệp trên cơ sở toàn bộ diện tích tự nhiên và dân số của thị trấn Phụng Hiệp, xã Đại Thành, xã Tân Thành, 1.932,76 ha diện tích tự nhiên và 11.482 nhân khẩu của xã Phụng Hiệp, 220 ha diện tích tự nhiên và 1.170 nhân khẩu của xã Tân Phước Hưng thuộc huyện Phụng Hiệp.
Huyện Phụng Hiệp còn lại 48.481,05 ha diện tích tự nhiên và 205.460 nhân khẩu, có 14 đơn vị hành chính trực thuộc bao gồm 2 thị trấn: Cây Dương, Kinh Cùng và 12 xã.
Năm 2009, UBND tỉnh Hậu Giang công nhận thị trấn Cây Dương là đô thị loại V.
Ngày 24 tháng 1 năm 2011, Chính phủ Việt Nam ban hành Nghị quyết số 06/NQ-CP về việc thành lập thị trấn Búng Tàu trên cơ sở điều chỉnh 1.518,5 ha diện tích tự nhiên và 7.413 nhân khẩu của xã Tân Phước Hưng.
Ngày 11 tháng 2 năm 2014, UBND tỉnh Hậu Giang ban hành Quyết định số 174/QĐ-UBND về việc công nhận trung tâm xã Phương Bình đạt tiêu chuẩn đô thị loại V.

### Huyện Vị Thủy
Ngày 1 tháng 7 năm 1999, Chính phủ Việt Nam ra Nghị định số 45/1999/NĐ-CP về việc thành lập thị trấn Nàng Mau trên cơ sở 420 ha diện tích tự nhiên và 3.803 nhân khẩu của xã Vị Thủy; 204 ha diện tích tự nhiên và 1.819 nhân khẩu của xã Vị Thắng.
Thị trấn Nàng Mau có 624 ha diện tích tự nhiên và 5.622 nhân khẩu.

## Danh sách đô thị
Tính đến ngày 31 tháng 12 năm 2020, tỉnh Hậu Giang có 18 đô thị gồm 2 thành phố, 1 thị xã, 11 thị trấn và 4 trung tâm xã.
| Số thứ tự | Tên đô thị                      | Năm thành lập | Loại đô thị | Năm công nhận | Diện tích (km²) | Dân số (người) | Thời điểm dân số | Mật độ dân số (người/km²) | Hành chính | Vai trò |
| --------- | ------------------------------- | ------------- | ----------- | ------------- | --------------- | -------------- | ---------------- | ------------------------- | --- | --- |
| 1         | Thành phố Vị Thanh              | 2010          | Loại II     | 2019          | 118,67          | 72.999         | 2020             |                           | 5 phường, 4 xã | - Là đầu mối quan trọng trong mối quan hệ liên vùng giữa TP. Cần Thơ - tỉnh Kiên Giang, Bạc Liêu và Sóc Trăng. - Là đô thị hạt nhân đô thị chính vùng tỉnh Hậu Giang. - Là trung tâm chính trị, kinh tế, văn hóa xã hội, khoa học kỹ thuật của tỉnh Hậu Giang. - Là trung tâm Thương mại - Dịch vụ của vùng tỉnh và các Khu công nghiệp, Cụm công nghiệp phía Nam của tỉnh Hậu Giang sau năm 2030. |
| 2         | Thành phố Ngã Bảy               | 2020          | Loại III    | 2015          | 78,07           | 55.933         | 2020             |                           | 4 phường, 2 xã | - Là trung tâm kinh tế, văn hóa, y tế, giáo dục - đào tạo khu vực phía Đông của tỉnh Hậu Giang - Là đô thị có vai trò thúc đẩy phát triển kinh tế - xã hội của tiểu vùng phía Đông tỉnh Hậu Giang và một số huyện lân cận tỉnh Sóc Trăng. - Là vùng du lịch cảnh quan, sinh thái. Thế mạnh của vùng là phát triển dịch vụ du lịch, văn hóa, sinh thái và nghỉ ngơi, giải trí của người dân, phát triển vùng chuyên canh sản xuất nông nghiệp và công nghiệp chế biến. - Là đầu mối giao thông thủy bộ quan trọng nối giữa vùng Tây Sông Hậu với vùng bán đảo Cà Mau, thuận lợi để giao thương phát triển kinh tế. |
| 3         | Thị xã Long Mỹ                  | 2015          | Loại III    | 2019          | 149,29          | 62.063         | 2020             |                           | 4 phường, 5 xã | Là trung tâm kinh tế, văn hóa, giáo dục, khoa học kỹ thuật phía Nam của tỉnh Hậu Giang. |
| 4         | Thị trấn Cái Tắc                | 2007          | Loại V      |               | 7,39            | 10.600         | 2007             | 1.536                     | | - Là trung tâm kinh tế của huyện Châu Thành A. - Là trung tâm kinh tế, văn hoá, giáo dục – đào tạo, dịch vụ, đầu mối giao thông, giao lưu của một vùng huyện Châu Thành A và được phát triển không gian đô thị qua các xã Thạnh Hòa, Long Thạnh của huyện Phụng Hiệp, có vai trò thúc đẩy sự phát triển kinh tế - xã hội của một vùng tỉnh Hậu Giang. |
| 5         | Thị trấn Cây Dương              | 2000          | Loại V      |               | 14,94           | 7.717          | 2020             | 516                       | | - Là đô thị loại V trực thuộc tỉnh, trung tâm hành chính, kinh tế của huyện Phụng Hiệp. - Là trung tâm kinh tế, văn hoá, hành chính, giáo dục – đào tạo, dịch vụ, đầu mối giao thông, giao lưu của một vùng huyện Phụng Hiệp, có vai trò thúc đẩy sự phát triển kinh tế - xã hội của một vùng tỉnh Hậu Giang. |
| 6         | Thị trấn Bảy Ngàn               | 2009          | Loại V      |               | 13,03           | 11.990         | 2009             | 920                       | | - Là trung tâm kinh tế của huyện Châu Thành A. - Là trung tâm kinh tế, văn hoá, dịch vụ, đầu mối giao thông, giao lưu của một vùng huyện Châu Thành A, có vai trò thúc đẩy sự phát triển kinh tế - xã hội của một vùng tỉnh Hậu Giang. |
| 7         | Thị trấn Búng Tàu               | 2011          | Loại V      |               | 14,67           | 5.919          | 2020             | 440                       | | - Là trung tâm kinh tế của huyện Phụng Hiệp. - Là trung tâm kinh tế, văn hoá, dịch vụ, đầu mối giao thông, giao lưu của một vùng huyện Phụng Hiệp, có vai trò thúc đẩy sự phát triển kinh tế - xã hội của một vùng tỉnh Hậu Giang. |
| 8         | Thị trấn Kinh Cùng              | 2000          | Loại V      |               | 12,27           | 7.728          | 2020             | 630                       | | - Là trung tâm kinh tế của huyện Phụng Hiệp. - Là trung tâm kinh tế, văn hoá, dịch vụ, đầu mối giao thông, giao lưu của một vùng huyện Phụng Hiệp, có vai trò thúc đẩy sự phát triển kinh tế - xã hội của một vùng tỉnh Hậu Giang. |
| 9         | Thị trấn Mái Dầm                | 2011          | Loại V      |               | 16,02           | 11.737         | 2010             | 733                       | | - Là trung tâm kinh tế, giáo dục – đào tạo nghề, văn hoá, dịch vụ của huyện Châu Thành - Là cửa ngỏ tiếp giáp tỉnh Sóc Trăng và đầu mối giao thông, giao lưu của một vùng huyện Châu Thành, có vai trò thúc đẩy sự phát triển kinh tế - xã hội của một vùng tỉnh Hậu Giang. |
| 10        | Thị trấn Một Ngàn               | 2003          | Loại V      |               | 8,44            | 7.800          | 2003             | 925                       | | - Là trung tâm hành chính, kinh tế của huyện Châu Thành A. - Là trung tâm kinh tế, văn hoá, hành chính, giáo dục – đào tạo, dịch vụ, đầu mối giao thông, giao lưu của một vùng huyện Châu Thành A, có vai trò thúc đẩy sự phát triển kinh tế - xã hội của một vùng tỉnh Hậu Giang. |
| 11        | Thị trấn Nàng Mau               | 1999          | Loại V      |               | 6,24            | 6.456          | 2020             |                           | | - Là trung tâm hành chính, kinh tế của huyện Vị Thủy. - Là trung tâm kinh tế, văn hoá, hành chính, giáo dục – đào tạo, dịch vụ, đầu mối giao thông, giao lưu của một vùng huyện Vị Thủy, có vai trò thúc đẩy sự phát triển kinh tế - xã hội của một vùng tỉnh Hậu Giang. |
| 12        | Thị trấn Ngã Sáu                | 2001          | Loại V      |               | 14,23           | 9.189          | 2019             | 646                       | | - Là trung tâm hành chính, kinh tế, giáo dục – đào tạo của huyện Châu Thành. - Là trung tâm kinh tế, hành chính, giáo dục – đào tạo, văn hoá, dịch vụ, đầu mối giao thông, giao lưu của một vùng huyện Châu Thành, có vai trò thúc đẩy sự phát triển kinh tế - xã hội của một vùng tỉnh Hậu Giang. |
| 13        | Thị trấn Rạch Gòi               | 2007          | Loại V      |               | 11,20           | 9.870          | 2007             | 881                       | | - Là trung tâm kinh tế của huyện Châu Thành A. - Là trung tâm kinh tế, văn hoá, dịch vụ, đầu mối giao thông, giao lưu của một vùng huyện Châu Thành A, có vai trò thúc đẩy sự phát triển kinh tế - xã hội của một vùng tỉnh Hậu Giang. |
| 14        | Thị trấn Vĩnh Viễn              | 2019          | Loại V      | 2017          | 40,72           | 11.142         | 2018             | 274                       | | - Là trung tâm hành chính, kinh tế của huyện Long Mỹ. - Là trung tâm kinh tế, văn hoá, hành chính, giáo dục – đào tạo, dịch vụ, đầu mối giao thông, giao lưu của một vùng huyện Long Mỹ, có vai trò thúc đẩy sự phát triển kinh tế - xã hội của một vùng tỉnh Hậu Giang. |
| 15        | Đô thị Cái Sơn (xã Phương Bình) | 1957          | Loại V      | 2013          | 56,59           | 16.174         | 2009             | 286                       | | - Là trung tâm kinh tế của huyện Phụng Hiệp. - Là trung tâm kinh tế, văn hoá, dịch vụ, đầu mối giao thông, giao lưu của một vùng huyện Phụng Hiệp, có vai trò thúc đẩy sự phát triển kinh tế - xã hội của một vùng tỉnh Hậu Giang. |
| 16        | Đô thị Xà Phiên                 | 1991          | Loại V      | 2019          | 48,09           | 14.799         | 1999             | 308                       | | - Là trung tâm kinh tế của huyện Long Mỹ. - Là trung tâm kinh tế, văn hoá, dịch vụ, đầu mối giao thông, giao lưu của một vùng huyện Long Mỹ, có vai trò thúc đẩy sự phát triển kinh tế - xã hội của một vùng tỉnh Hậu Giang. |
| 17        | Đô thị Lương Nghĩa              |               | Loại V      |               |                 |                |                  |                           | - Là đô thị loại V trực thuộc tỉnh, trung tâm kinh tế của huyện Long Mỹ. - Là trung tâm kinh tế, văn hoá, dịch vụ, đầu mối giao thông, giao lưu của một vùng huyện Long Mỹ, có vai trò thúc đẩy sự phát triển kinh tế - xã hội của một vùng tỉnh Hậu Giang.                                                               | |
| 18        | Đô thị Tân Long                 |               | Loại V      |               |                 |                |                  |                           | - Là trung tâm kinh tế của huyện Phụng Hiệp. - Là trung tâm kinh tế, văn hoá, dịch vụ, đầu mối giao thông, giao lưu của một vùng huyện Phụng Hiệp và huyện Châu Thành (tiếp giáp xã Đông Phước sẽ phát triển mạnh về du lịch nghỉ dưỡng), có vai trò thúc đẩy sự phát triển kinh tế - xã hội của một vùng tỉnh Hậu Giang. | |

## Chương trình phát triển đô thị
Năm 2004, tỉnh Hậu Giang mới thành lập chỉ có 9 đô thị gồm: 1 đô thị loại IV (TX. Vị Thanh) và 8 đô thị loại V.
Tính đến năm 2019, tỉnh Hậu Giang có 16 đô thị, gồm 1 đô thị loại II là TP. Vị Thanh; 2 đô thị loại III là TP. Ngã Bảy và TX. Long Mỹ; 13 đô thị loại V (trong đó: 11 đô thị là thị trấn và 2 đô thị không là thị trấn: Xà Phiên, Cái Sơn) và tỷ lệ đô thị hóa năm 2019 là 25,9%.
Tính đến năm 2020, tỉnh Hậu Giang có 18 đô thị gồm: 1 đô thị loại II, 2 đô thị loại III, 15 đô thị loại V (trong đó có 4 đô thị loại V chưa được công nhận là thị trấn) và tỉ lệ đô thị hóa là 29%.
Theo số liệu thống kê dân số tỉnh Hậu Giang năm 2020, dân số thành thị là 206.628 người chiếm 28,3% tổng dân số toàn tỉnh.
Định hướng phát triển hệ thống đô thị theo chương trình phát triển đô thị:
- Đến 2025, tỉnh có 19 đô thị bao gồm: 1 đô thị loại II, 2 đô thị loại III, 1 đô thị loại IV (TT. Cái Tắc), 15 đô thị loại V (9 thị trấn, 6 đô thị mới).
- Năm 2030, tỉnh có 19 đô thị bao gồm: 2 đô thị loại II, 1 đô thị loại III, 7 đô thị loại IV và 9 đô thị loại V (4 thị trấn, 5 đô thị mới)[36].
- Sau năm 2030, đô thị Châu Thành (toàn bộ huyện Châu Thành) được định hướng phát triển thành đô thị loại IV và thành lập thị xã Châu Thành thuộc tỉnh Hậu Giang[37].

Định hướng phát triển 3 đô thị chính + 1 tâm: Vị Thanh, Ngã Bảy, Long Mỹ + Châu Thành.

#### Quyết định số 1588/QĐ-TTg ngày 08/12/2023 của Thủ tướng Chính phủ phê duyệt Quy hoạch tỉnh Hậu Giang thời kỳ 2021 – 2030, tầm nhìn đến năm 2050
Ngày 8 tháng 12 năm 2023, Thủ tướng Chính phủ ban hành Quyết định số 1588/QĐ-TTg về việc phê duyệt Quy hoạch tỉnh Hậu Giang thời kỳ 2021 – 2030, tầm nhìn đến năm 2050. Theo đó đến năm 2030, tỉnh Hậu Giang xây dựng 14 đô thị, bao gồm: 1 đô thị loại II (TP. Vị Thanh), 2 đô thị loại III (TP. Ngã Bảy, TX. Long Mỹ), 3 đô thị loại IV (TX. Châu Thành, TX. Châu Thành A, TT. Cây Dương), 8 đô thị loại V (bao gồm các thị trấn: Nàng Mau, Vĩnh Viễn, Kinh Cùng, Búng Tàu và các xã: Xà Phiên, Lương Nghĩa, Cái Sơn, Tân Long).